# 咲咲木瞳
咲咲木瞳（10月30日—）是日本的女性聲優，東京都出身。東京俳優生活協同組合所屬。Pro-Fit聲優養成所畢業。

## 人物
小學五年級時知道聲優這個行業，高中三年級時決定成為聲優。
2018年10月31日離開LINK PLAN，2019年2月1日加入東京俳優生活協同組合。

## 演出作品
※粗體字為主要角色。

### 電視動畫
2016年
- 雙星之陰陽師（幼女、明菜、少年、少女汙穢、名越亞美、店員、女、母親、小孩、看護師、小枝[5]、女學生）
- 貓貓日本史（阿龍[1]）
- 藍海少女！（女子A）
- 超心動！文藝復興（女學生）

2017年
- 烏菈菈迷路帖（鹽澤、雞）
- 愛麗絲與藏六（女性警察官、千佳、女子高生、店員）
- 黑色五葉草（亞露露、魯尼、黑、瑪莉）

2018年
- IDOLiSH7（女主播、女高中生B、觀眾A、女播報員、觀眾、女性A）
- 愛吃拉麵的小泉同學（女學生B）
- 多田君不戀愛（女學生）
- 叛逆性百萬亞瑟王（女學生）

2019年
- 一弦定音！（朋友、女學生、三好、姬坂女學院社長、明陵箏曲社社長）
- 一拳超人 第2期（陪酒女郎A）
- Re:Stage！Dream Days♪（學生會書記）
- 街角魔族（校內廣播）
- 我們真的學不來！ 第2期（女子A）

2020年
- 科學超電磁砲T（常盤台學生）
- 魔法紀錄 魔法少女小圓外傳（愛）
- 白貓Project ZERO CHRONICLE（小孩B）

2021年
- 工作細胞!!（巨噬細胞1）
- 怪病醫拉姆尼（志保子）
- 堀與宮村（小學生）
- 五等分的新娘∬（葵）
- 魔法紀錄 魔法少女小圓外傳 2nd SEASON -覺醒前夜-（愛）

2025年
- 這公司有我喜歡的人（旅行代理店員、珠寶店店員）

### 網路動畫
2017年
- 超游世界（蘭）

2018年
- 禮物±（相澤華南[6]）

### 遊戲
2016年
- 家電少女（咲夜）
- Trauma＊Traum 翠眼的人偶（菲涅·安德[7]）

2017年
- Eternal Stardust（石田詩織）
- 艦隊Collection -艦Colle-（占守、國後）
- 勇氣之劍×火焰之魂（亞奈亞雷塔、艾亞蓋茲）
- 問答RPG 魔法使與黑貓維茲（露蔻絲·沃丹）

2018年
- 賽馬娘Pretty Derby（愛慕織姬[8]）

2019年
- 為了誰的鍊金術師（茲薇）

2020年
- 怪物彈珠（2020年 - 2022年 阿薩托斯[9]、真・加拉哈德[10]、多蘭・芙爾茲[11]）

2022年
- 崩壞3（聖劍幽蘭黛爾）
- ALICE Fiction(AA)

### 廣播劇CD
2017年
- 新娘特別班（二階雪奈[12]）

### 廣播
- Lumina Charis的Lumikarikyuramu！（2017年－、HiBiKi Radio Station）

## 音樂CD

### 角色歌
| 發售日 | 商品名稱 | 演唱名義  | 歌曲   | 備註                     |
| 2018年 | 2018年   | 2018年    | 2018年 | 2018年                   |
| ------ | -------- | --------- | ------ | ------------------------ |
| 3月7日 |          | TUBU★DOLL | 「」   | OVA《TUBU★DOLL》相關歌曲 |

### 團體成員
1. ↑   相模明日香（竹達彩奈）、紫陽玉緒（東山奈央）、北里真尋（內田真禮）、彌榮華（洲崎綾）、上溝木乃美（石上靜香）、寸澤嵐千里（三上枝織）、新磯純子（山本希望）、小田相花梨（大空直美）、光丘結衣（佐倉綾音）、鵜野森楓（大坪由佳）、櫻台雛乃（咲咲木瞳）、作之口惠（豐田萌繪）、田名瑞希（優木加奈）、藤野千繪（小林可奈）、小倉光（立花芽惠夢）、小田相柚子（長繩麻理亞）

## 外部連結
- 事務所官方簡歷（页面存档备份，存于）（日語）